# Mallorcai uralkodók házastársainak listája

A Mallorcai Királyság címere

A mallorcai uralkodók házastársainak listáját tartalmazza az alábbi táblázat 1235-től 1715-ig.

## Uralkodóházak

### Barcelonai-ház
| Képe | Címere | Neve                                                     | Apja                                                       | Születése        | Házassága                                                          | Uralkodói hitvessé válása                                          | Uralkodói hitvesi terminus vége            | Halála                      | Házastársa                        |
| ---- | ------ | -------------------------------------------------------- | ---------------------------------------------------------- | ---------------- | ------------------------------------------------------------------ | ------------------------------------------------------------------ | ------------------------------------------ | --------------------------- | --------------------------------- |
|      |        | Árpád-házi Jolán királyné                                | II. András magyar király (Árpád-ház)                       | 1215             | 1235. szeptember 8.                                                | 1235. szeptember 8.                                                | 1251. október 12.                          | 1251. október 12.           | I. (Hódító) Jakab                 |
| –    |        | Vidaurei Teréz királyné                                  | Juan de Vidaure                                            | ?                | 1255 titokban                                                      | 1255 titokban                                                      | 1260. válás                                | 1285. július 15.            | I. (Hódító) Jakab                 |
|      |        | Foix Esclarmunda királyné                                | IV. Roger foix-i gróf (Foix-ház)                           | 1250–60          | 1275. október 12.                                                  | 1276. július 27. férje trónra lépte                                | 1286 férje trónfosztása                    | 1299. november 22. után     | II. (Mallorcai) Jakab             |
|      |        | Plantagenêt Eleonóra királyné                            | I. Edward angol király ((Második) Anjou (Plantagenêt)-ház) | 1269. június 18. | 1290. augusztus 15. per procuram                                   | 1290. augusztus 15. per procuram                                   | 1291. június 18. férje halála              | 1298. augusztus 29.         | I. (III./Liberális) Alfonz        |
|      |        | Kasztíliai Izabella királyné                             | IV. Sancho kasztíliai király (Burgundiai-ház)              | 1283             | 1291. december 1.                                                  | 1291. december 1.                                                  | 1295. április 25. válás                    | 1328. július 24.            | /III./ (II./Igazságos) Jakab      |
|      |        | Foix Esclarmunda újra királyné                           | IV. Roger foix-i gróf (Foix-ház)                           | 1250–60          | 1275. október 12.                                                  | 1295. június 20. férje uralmának restaurációja                     | 1299. november 22. után                    | 1299. november 22. után     | II. (Mallorcai) Jakab             |
|      |        | Anjou Mária királyné                                     | II. Károly nápolyi király ((Harmadik) Anjou-ház)           | 1290             | 1309                                                               | 1311. május 29. férje trónra lépte                                 | 1324. szeptember 4. férje halála           | 1346. április/1347. január  | I. Sancho                         |
| –    |        | Aragóniai Konstancia királyné                            | IV. (Jó) Alfonz (Barcelonai-ház)                           | 1318             | 1336. szeptember 24.                                               | 1336. szeptember 24.                                               | 1343. május Mallorca aragóniai megszállása | 1346                        | III. (Mallorcai) Jakab            |
| –    |        | Vilaragut Jolán de iure királyné                         | Vilaragut Berengár albaidai báró (Vilaragut család)        | 1320/25          | 1347                                                               | 1347                                                               | 1349. október 25. férje halála             | 1369/72                     | III. (Mallorcai) Jakab            |
|      |        | Nápolyi Johanna de iure királyné                         | Anjou Károly calabriai herceg ((Harmadik) Anjou-ház)       | 1326             | 1363                                                               | 1363                                                               | 1375. január 10. férje halála              | 1382. május 22.             | IV. (Mallorcai) Jakab             |
| –    |        | Konrad von Reischach zu Jungnau de iure a királynő férje | N. von Reischach (Reischach család)                        | ?                | 1375/1376 titokban                                                 | 1375/1376 titokban                                                 | 1403/4 felesége halála                     | 1417/1418. január 16. előtt | I. Izabella (Erzsébet) (címzetes) |
|      |        | Navarrai Mária de facto királyné                         | III. Fülöp navarrai király (Évreux-ház)                    | 1330             | 1342                                                               | 1343. május Aragónia megszállja Mallorcát                          | 1347. április 29.                          | 1347. április 29.           | I. (IV./Szertartásos) Péter       |
| –    |        | Portugáliai Eleonóra de facto királyné                   | IV. Alfonz portugál király (Burgundiai-ház)                | 1328. február 3. | 1347. november 19.                                                 | 1347. november 19.                                                 | 1348. október 29.                          | 1348. október 29.           | I. (IV./Szertartásos) Péter       |
|      |        | Szicíliai Eleonóra de facto királyné                     | II. Péter szicíliai király (Barcelonai-ház)                | 1325             | 1349. június 13./augusztus 27.                                     | 1349. június 13./augusztus 27.                                     | 1375. április 20.                          | 1375. április 20.           | I. (IV./Szertartásos) Péter       |
|      |        | Fortià Szibilla királyné                                 | Fortià Berengár (Fortià család)                            | 1350             | 1377. október 11. házasságkötése 1381. január, Zaragoza koronázása | 1377. október 11. házasságkötése 1381. január, Zaragoza koronázása | 1387. január 5. férje halála               | 1406. november 4./24.       | I. (IV./Szertartásos) Péter       |
|      |        | Bar Jolán királyné                                       | I. Róbert, Bar hercege (Montbelliard-ház)                  | 1364/5           | 1380. február 2.                                                   | 1387. január 5. férje trónra lépte                                 | 1396. május 19. férje halála               | 1431. július 3.             | I. (Vadász) János                 |
|      |        | Luna Mária királyné                                      | Lope lunai gróf (Luna család)                              | 1353             | 1372. június 13.                                                   | 1396. május 19. férje trónra lépte                                 | 1406. december 29.                         | 1406. december 29.          | I. (Idős/Emberséges) Márton       |
|      |        | Prades Margit királyné                                   | Aragóniai Péter entençai báró (Barcelonai-ház)             | 1387/88          | 1409. szeptember 17.                                               | 1409. szeptember 17.                                               | 1410. május 31. férje halála               | 1429. július 15.            | I. (Idős/Emberséges) Márton       |

### Trastámara-ház
| Képe                                                                                                 | Címere                                                                                               | Neve                                                                                                 | Apja                                                                                                 | Születése                                                                                            | Házassága                                                                                            | Uralkodói hitvessé válása                                                                            | Uralkodói hitvesi terminus vége                                                                      | Halála                                                                                               | Házastársa                |
| --- | --- | --- | --- | --- | --- | --- | --- | --- | ------------------------- |
| | | Alburquerquei Eleonóra királyné                                                                      | I. Sancho alburquerquei gróf (Burgundiai-ház)                                                        | 1374                                                                                                 | 1393/4                                                                                               | 1412. június 28. férje trónra lépte                                                                  | 1416. április 2. férje halála                                                                        | 1435. december 16.                                                                                   | I. (Antequerai) Ferdinánd |
| | | Kasztíliai Mária királyné                                                                            | III. Henrik kasztíliai király (Trastámara-ház)                                                       | 1401. szeptember 1.                                                                                  | 1415. június 12.                                                                                     | 1416. április 2. férje trónra lépte                                                                  | 1458. június 27. férje halála                                                                        | 1458. szeptember 14.                                                                                 | II. (V/Nagylelkű) Alfonz  |
| | | Juana Enríquez királyné                                                                              | Fadrique Enríquez (Burgundiai-ház)                                                                   | 1425/30                                                                                              | 1447. július 7. (vagy 1444. április 1.)                                                              | 1458. június 27. férje trónra lépte                                                                  | 1468. február 13.                                                                                    | 1468. február 13.                                                                                    | II. (Hitetlen) János      |
| | | Katolikus Izabella királyné                                                                          | II. János kasztíliai király (Trastámara-ház)                                                         | 1451. április 22.                                                                                    | 1469. október 19.                                                                                    | 1479. január 19. férje trónra lépte                                                                  | 1504. november 26.                                                                                   | 1504. november 26.                                                                                   | II. (Katolikus) Ferdinánd |
| | | Foix Germána királyné                                                                                | Foix János navarrai királyi herceg (Foix(-Grailly)-ház)                                              | 1488/90                                                                                              | 1506. március 22.                                                                                    | 1506. március 22.                                                                                    | 1516. január 25. férje halála                                                                        | 1538. október 18.                                                                                    | II. (Katolikus) Ferdinánd |
| Férje halála után nem kötött újabb házasságot, uralkodása alatt nem volt királyi házastárs 1516–1555 | Férje halála után nem kötött újabb házasságot, uralkodása alatt nem volt királyi házastárs 1516–1555 | Férje halála után nem kötött újabb házasságot, uralkodása alatt nem volt királyi házastárs 1516–1555 | Férje halála után nem kötött újabb házasságot, uralkodása alatt nem volt királyi házastárs 1516–1555 | Férje halála után nem kötött újabb házasságot, uralkodása alatt nem volt királyi házastárs 1516–1555 | Férje halála után nem kötött újabb házasságot, uralkodása alatt nem volt királyi házastárs 1516–1555 | Férje halála után nem kötött újabb házasságot, uralkodása alatt nem volt királyi házastárs 1516–1555 | Férje halála után nem kötött újabb házasságot, uralkodása alatt nem volt királyi házastárs 1516–1555 | Férje halála után nem kötött újabb házasságot, uralkodása alatt nem volt királyi házastárs 1516–1555 | I. (Őrült) Johanna        |

#### II. János uralma ellen harcoló trónkövetelők feleségei, 1462–1472
| Képe | Címere | Neve                         | Apja                                  | Születése          | Házassága            | Uralkodói hitvessé válása           | Uralkodói hitvesi terminus vége | Halála             | Házastársa               |
| ---- | ------ | ---------------------------- | ------------------------------------- | ------------------ | -------------------- | ----------------------------------- | ------------------------------- | ------------------ | ------------------------ |
|      |        | Portugáliai Johanna királyné | Eduárd portugál király (Avis-ház)     | 1439. március 20.  | 1455. május 20.      | 1462. férje trónra lépte            | 1463. férje lemondása           | 1475. december 12. | I. (IV./Impotens) Henrik |
|      |        | Montforti Johanna királyné   | XIV. Guido lavali gróf (Monforti-ház) | 1433. november 10. | 1454. szeptember 10. | 1466. július 30. férje trónra lépte | 1472. férje lemondása           | 1498. december 19. | I. (Jó) Renátusz         |

### Habsburg-ház
| Képe | Címere | Neve                                   | Apja                                                                | Születése          | Házassága          | Uralkodói hitvessé válása            | Uralkodói hitvesi terminus vége   | Halála             | Házastársa              |
| ---- | ------ | -------------------------------------- | ------------------------------------------------------------------- | ------------------ | ------------------ | ------------------------------------ | --------------------------------- | ------------------ | ----------------------- |
|      |        | Portugáliai Izabella királyné          | I. Mánuel portugál király (Avis-ház)                                | 1503. október 23   | 1526. március 10.  | 1526. március 10.                    | 1539. május 1.                    | 1539. május 1.     | I. (V.) Károly          |
|      |        | Tudor Mária királyné                   | VIII. Henrik angol király (Tudor-ház)                               | 1516. február 18.  | 1554. július 25.   | 1556. január 16. férje trónra lépte  | 1558. november 17.                | 1558. november 17. | I. (II./Okos) Fülöp     |
|      |        | Valois Erzsébet királyné               | II. Henrik francia király (Valois-ház)                              | 1545. április 2.   | 1559. június 22.   | 1559. június 22.                     | 1568. október 3.                  | 1568. október 3.   | I. (II./Okos) Fülöp     |
|      |        | Habsburg Anna királyné                 | II. (I.) Miksa német-római császár és magyar király (Habsburg-ház)  | 1549. november 1.  | 1570. május 4.     | 1570. május 4.                       | 1580. október 26.                 | 1580. október 26.  | I. (II./Okos) Fülöp     |
|      |        | Ausztriai Margit királyné              | II. Károly, Stájerország, Karintia és Krajna hercege (Habsburg-ház) | 1584. december 25. | 1599. április 18.  | 1599. április 18.                    | 1611. október 3.                  | 1611. október 3.   | II. (III./Jámbor) Fülöp |
|      |        | Bourbon Izabella királyné              | IV. Henrik francia király (Bourbon-ház)                             | 1602. november 22. | 1615. november 25. | 1621. március 31. férje trónra lépte | 1644. október 6.                  | 1644. október 6.   | III. (IV./Nagy) Fülöp   |
|      |        | Habsburg Mária Anna királyné           | III. Ferdinánd német-római császár és magyar király (Habsburg-ház)  | 1634. december 24. | 1649. október 7.   | 1649. október 7.                     | 1665. szeptember 17. férje halála | 1696. május 16.    | III. (IV./Nagy) Fülöp   |
|      |        | Bourbon-Orléans-i Mária Lujza királyné | I. Fülöp orléans-i herceg (Bourbon-ház)                             | 1662. március 26.  | 1679. november 19. | 1679. november 19.                   | 1689. február 12.                 | 1689. február 12.  | II. (Babonás) Károly    |
|      |        | Pfalz–Neuburgi Mária Anna királyné     | II. Fülöp Vilmos pflazi választó (Wittelsbach-ház)                  | 1667. október 28.  | 1690. május 14.    | 1690. május 14.                      | 1700. november 1. férje halála    | 1740. július 16.   | II. (Babonás) Károly    |

#### A spanyol örökösödési háború királynéi
| Képe | Címere | Neve | Apja | Születése | Házassága | Uralkodói hitvessé válása | Uralkodói hitvesi terminus vége | Halála | Házastársa             |
| --- | --- | --- | --- | --- | --- | --- | --- | --- | ---------------------- |
| | | Savoyai Mária Lujza királyné | II. Viktor Amadeusz szárd király (Savoyai-ház) | 1688. szeptember 13. | 1701. november 3. | 1701. november 3. | 1705 férje trónfosztása | 1714. február 14. | IV. (V./Bourbon) Fülöp |
| | | Farnese Erzsébet királyné | II. Eduárd, Párma trónörökös hercege (Farnese család) | 1692. október 25 | 1714. december 24. | 1714. december 24. | 1715 A Mallorcai Királyság szuverenitása, korlátozott állami státusza végleg megszűnik. | 1766. július 11. | IV. (V./Bourbon) Fülöp |
| | | Braunschweig–Wolfenbütteli Erzsébet Krisztina királyné | Lajos Rudolf Braunschweig–lüneburgi uralkodó herceg (Welf-ház) | 1691. augusztus 28. | 1708. augusztus 1. | 1708. augusztus 1. | 1714. szeptember 7. férje lemondása | 1750. december 21. | III. (Habsburg) Károly |
| 1715-től, a Bourbonok győzelmét eredményező spanyol örökösödési háború befejeződését (1714) követően és Mallorca elfoglalásától (1715) érvénybe lépnek az 1707-ben IV. (V./Bourbon) Fülöp kibocsátotta Decretos de Nueva Planta rendelkezései, amelyek a hispániai (ibériai) királyságokat Portugália kivételével egységes Spanyol Királysággá formálják. Ettől kezdve a Palma de Mallorca székhelyű Mallorca napjainkig egyszerű spanyol tartománnyá válik. | 1715-től, a Bourbonok győzelmét eredményező spanyol örökösödési háború befejeződését (1714) követően és Mallorca elfoglalásától (1715) érvénybe lépnek az 1707-ben IV. (V./Bourbon) Fülöp kibocsátotta Decretos de Nueva Planta rendelkezései, amelyek a hispániai (ibériai) királyságokat Portugália kivételével egységes Spanyol Királysággá formálják. Ettől kezdve a Palma de Mallorca székhelyű Mallorca napjainkig egyszerű spanyol tartománnyá válik. | 1715-től, a Bourbonok győzelmét eredményező spanyol örökösödési háború befejeződését (1714) követően és Mallorca elfoglalásától (1715) érvénybe lépnek az 1707-ben IV. (V./Bourbon) Fülöp kibocsátotta Decretos de Nueva Planta rendelkezései, amelyek a hispániai (ibériai) királyságokat Portugália kivételével egységes Spanyol Királysággá formálják. Ettől kezdve a Palma de Mallorca székhelyű Mallorca napjainkig egyszerű spanyol tartománnyá válik. | 1715-től, a Bourbonok győzelmét eredményező spanyol örökösödési háború befejeződését (1714) követően és Mallorca elfoglalásától (1715) érvénybe lépnek az 1707-ben IV. (V./Bourbon) Fülöp kibocsátotta Decretos de Nueva Planta rendelkezései, amelyek a hispániai (ibériai) királyságokat Portugália kivételével egységes Spanyol Királysággá formálják. Ettől kezdve a Palma de Mallorca székhelyű Mallorca napjainkig egyszerű spanyol tartománnyá válik. | 1715-től, a Bourbonok győzelmét eredményező spanyol örökösödési háború befejeződését (1714) követően és Mallorca elfoglalásától (1715) érvénybe lépnek az 1707-ben IV. (V./Bourbon) Fülöp kibocsátotta Decretos de Nueva Planta rendelkezései, amelyek a hispániai (ibériai) királyságokat Portugália kivételével egységes Spanyol Királysággá formálják. Ettől kezdve a Palma de Mallorca székhelyű Mallorca napjainkig egyszerű spanyol tartománnyá válik. | 1715-től, a Bourbonok győzelmét eredményező spanyol örökösödési háború befejeződését (1714) követően és Mallorca elfoglalásától (1715) érvénybe lépnek az 1707-ben IV. (V./Bourbon) Fülöp kibocsátotta Decretos de Nueva Planta rendelkezései, amelyek a hispániai (ibériai) királyságokat Portugália kivételével egységes Spanyol Királysággá formálják. Ettől kezdve a Palma de Mallorca székhelyű Mallorca napjainkig egyszerű spanyol tartománnyá válik. | 1715-től, a Bourbonok győzelmét eredményező spanyol örökösödési háború befejeződését (1714) követően és Mallorca elfoglalásától (1715) érvénybe lépnek az 1707-ben IV. (V./Bourbon) Fülöp kibocsátotta Decretos de Nueva Planta rendelkezései, amelyek a hispániai (ibériai) királyságokat Portugália kivételével egységes Spanyol Királysággá formálják. Ettől kezdve a Palma de Mallorca székhelyű Mallorca napjainkig egyszerű spanyol tartománnyá válik. | 1715-től, a Bourbonok győzelmét eredményező spanyol örökösödési háború befejeződését (1714) követően és Mallorca elfoglalásától (1715) érvénybe lépnek az 1707-ben IV. (V./Bourbon) Fülöp kibocsátotta Decretos de Nueva Planta rendelkezései, amelyek a hispániai (ibériai) királyságokat Portugália kivételével egységes Spanyol Királysággá formálják. Ettől kezdve a Palma de Mallorca székhelyű Mallorca napjainkig egyszerű spanyol tartománnyá válik. | 1715-től, a Bourbonok győzelmét eredményező spanyol örökösödési háború befejeződését (1714) követően és Mallorca elfoglalásától (1715) érvénybe lépnek az 1707-ben IV. (V./Bourbon) Fülöp kibocsátotta Decretos de Nueva Planta rendelkezései, amelyek a hispániai (ibériai) királyságokat Portugália kivételével egységes Spanyol Királysággá formálják. Ettől kezdve a Palma de Mallorca székhelyű Mallorca napjainkig egyszerű spanyol tartománnyá válik. | Spanyolország          |